# Резолюція Генеральної Асамблеї ООН 43/177
Резолю́ція Генера́льної Асамбле́ї ООН 43/177 «Пита́ння про Палести́ну» — резолюція, якою визнається проголошення Держави Палестина Палестинською Національною Радою 15 листопада 1988 року, підтверджується необхідність надати палестинському народу можливість здійснити свій суверенітет на території, окупованій Ізраїлем у 1967 році, а також схвалено право представляти палестинців в ООН під назвою «Палестина» на правах спостерігача Організацією визволення Палестини (у 2012 році статус «спостерігача, недержавного утворення» змінено на «спостерігача, держави-не члена ООН»). Документ ухвалений 15 грудня 1988 року 104 голосами проти 2 при 36 утриманих під час 82-го пленарного засідання 43-ї сесії Генеральної Асамблеї Організації Об'єднаних Націй.

## Голосування
Проєкт резолюції A/43/L.54, який запропонували 14 грудня 1988 року 14 держав-членів ООН (напівжирним шрифтом), ухвалили 15 грудня на 82 пленарному засіданні 43-ї сесії Генеральної Асамблеї кваліфікованою більшістю присутніх як A/RES/43/177:
| Голос         | Кількість | Держави-члени Організації Об'єднаних Націй |
| ------------- | --------- | --- |
| За            | 104       | Албанія, Алжир, Ангола, Аргентина, Афганістан, Бангладеш, Бахрейн, Бенін, Болгарія, Болівія, Ботсвана, Бразилія, БРСР, Бруней, Буркіна-Фасо, Бурунді, В'єтнам, Вануату, Габон, Гаїті, Гамбія, Гана, Гаяна, Гвінея-Бісау, Гвінея, Демократична Республіка Ємен, Джибуті, Еквадор, Екваторіальна Гвінея, Ефіопія, Єгипет, Ємен, Замбія, Зімбабве, Індія, Індонезія, Ірак, Йорданія, Кабо-Верде, Камбоджа, Катар, Кенія, Китайська Народна Республіка, Кіпр, Колумбія, Коморські Острови, Куба, Кувейт, Лаос, Ліван, Лівійська Арабська Джамахірія, М'янма, Маврикій, Мавританія, Мадагаскар, Малайзія, Малі, Мальдіви, Мальта, Марокко, Мексика, Мозамбік, Монголія, Нігер, Нігерія, Нікарагуа, Німецька Демократична Республіка, Об'єднані Арабські Емірати, Оман, Пакистан, Панама, Папуа Нова Гвінея, Перу, Польща, Руанда, Румунія, Самоа, Сан-Томе і Принсіпі, Саудівська Аравія, Свазіленд, Сейшельські Острови, Сенегал, Сент-Вінсент і Гренадини, Сент-Люсія, Сирія, Сінгапур, Сомалі, СРСР, Судан, Суринам, Сьєрра-Леоне, Таїланд, Танзанія, Того, Туніс, Туреччина, Уганда, Угорщина, УРСР, Філіппіни, Чад, Чехословаччина, Шрі-Ланка, Югославія |
| Проти         | 2         | Ізраїль, Сполучені Штати Америки |
| Утрималися    | 36        | Австралія, Австрія, Антигуа і Барбуда, Багамські Острови, Барбадос, Бельгія, Бутан, Велика Британія, Венесуела, Греція, Данія, Заїр, Ірландія, Ісландія, Іспанія, Італія, Канада, Коста-Рика, Кот-д'Івуар, Лесото, Ліберія, Люксембург, Малаві, Непал, Нідерланди, Нова Зеландія, Норвегія, Португалія, Тринідад і Тобаго, Уругвай, Федеративна Республіка Німеччина, Фінляндія, Франція, Центральноафриканська Республіка, Швеція, Японія |
| Не голосували | 17        | Беліз, Гватемала, Гондурас, Гренада, Домініка, Домініканська Республіка, Іран, Камерун, Парагвай, Південно-Африканська Республіка, Республіка Конго, Сальвадор, Сент-Кіттс і Невіс, Соломонові Острови, Фіджі, Чилі, Ямайка |
| Всього        | 159       | |